# St Nicholas Church (Dalkeith)

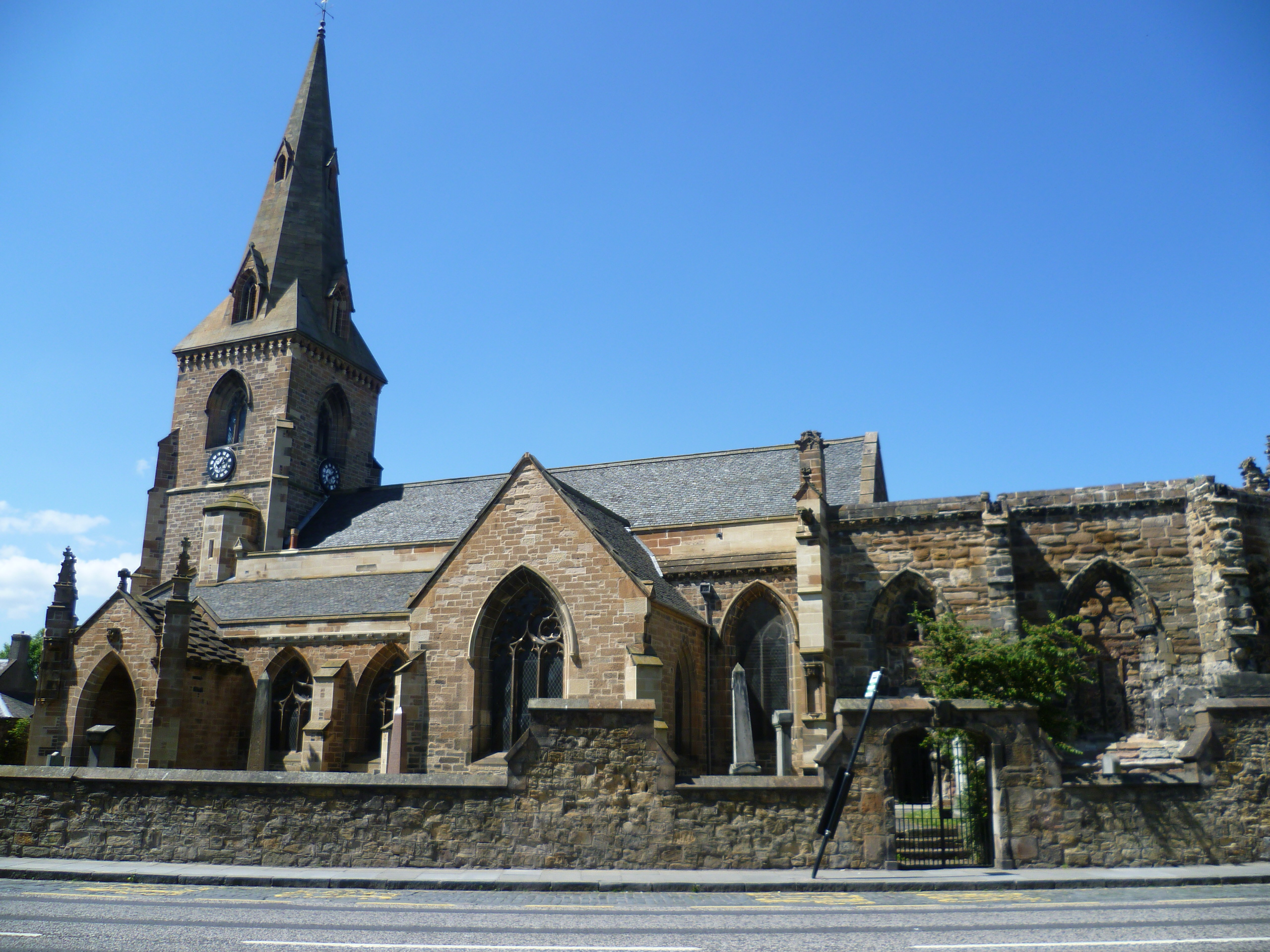
St Nicholas Church

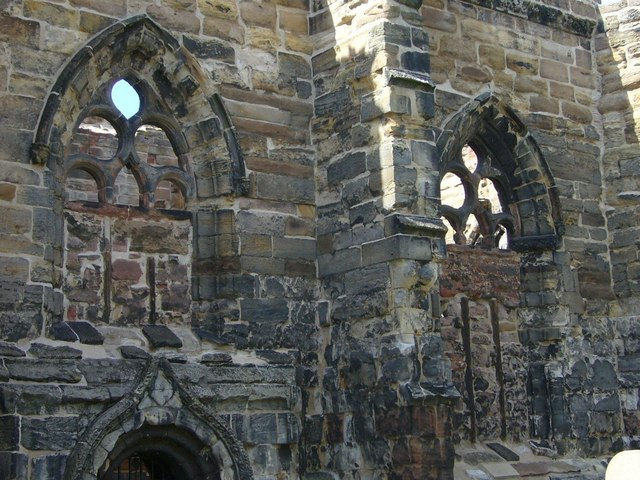
Ruinen des gotischen Chors an der Nordostseite

Die St Nicholas Church, auch St Nicholas Buccleuch Parish Church, ehemals Dalkeith Kirk, East Parish Church, East Kirk oder Collegiate Church of Dalkeith, ist ein Kirchengebäude der presbyterianischen Church of Scotland. Es befindet sich an der High Street in der schottischen Stadt Dalkeith in der Council Area Midlothian. Gegenüber liegt das Alte Rathaus der Stadt.
1971 wurde das Bauwerk in die schottischen Denkmallisten in der höchsten Kategorie A aufgenommen. Des Weiteren ist der als Ruine erhaltene mittelalterliche Chor als Scheduled Monument klassifiziert. Die Kirche ist noch als solche in Verwendung.

## Geschichte
Um das Jahr 1350 wurde das erste Kirchengebäude an diesem Ort errichtet. Es handelte sich um ein spätgotisches Bauwerk, das ab 1406 als Stiftskirche genutzt wurde. Für die um 1420 durchgeführte Erweiterung kam James Douglas, 1. Lord Dalkeith auf. Nachdem Dalkeith 1592 als eigener Parish installiert wurde, wurde die St Nicholas Church zur Pfarrkirche erhoben. Um diese Zeit wurde der alte Chor baulich abgetrennt und verfiel zusehends. So stürzte das Steindach um 1770 ein. Um 1762 erhielt das Gebäude einen Glockenturm mit oktogonalem Grundriss. Nachdem sich der bauliche Zustand bis Mitte des 19. Jahrhunderts verschlechtert hatte und auf Grund der wachsende Gemeinde die Kirche ohnehin zu klein wurde, beauftragte man den schottischen Architekten David Bryce mit der Erweiterung. Während der dreijährigen Bauzeit nahm die Kirchengemeinde an den Gottesdiensten in einer nahegelegenen Kirche teil.
Im Zuge der zwischen Herbst 1851 und Frühjahr 1854 durchgeführten Erweiterung erhielt die Kirche ihr heutiges neogotisches Aussehen. Teile des alten Mauerwerks wurden hierbei integriert. Der aus den 1760er Jahren stammende Glockenturm blieb nicht erhalten. Stattdessen wurde ein 26 m hoher Glockenturm mit quadratischem Grundriss an der südwestexponierten Frontseite erbaut. Die Gesamtkosten beliefen sich auf 4160 £. In der St Nicholas Church fanden fortan 760 Personen Platz. Glockenturm und Galerie wurden bei einem Brand im Jahre 1885 zerstört und 1888 wiederaufgebaut.